# Rezerwat przyrody Polanki
Polanki – rezerwat przyrody znajdujący się w miejscowości Bykowce, w gminie Sanok, w powiecie sanockim, w województwie podkarpackim. Leży w obrębie Parku Krajobrazowego Gór Słonnych.
numer według rejestru wojewódzkiego – 54
powierzchnia – 184,44 ha (akt powołujący podawał 191,94 ha)
dokument powołujący – M.P. z 1996 r. nr 42, poz. 410 (14 czerwca 1996 roku)
rodzaj rezerwatu – leśny
przedmiot ochrony (według aktu powołującego) – naturalne zbiorowiska leśne buczyny karpackiej
Rezerwat usytuowany jest przy drodze z Sanoka do Załuża po jej północnej stronie nad wsią Bykowce. Dojazd od szosy wąskim asfaltem wprost na parking przy wejściu do rezerwatu. Urządzono tam ścieżkę dydaktyczno-przyrodniczą o długości ok. 2 km. Rozmieszczone na trasie 10 tablic przystankowych szczegółowo opisuje zbiorowisko roślinne buczyny karpackiej, osobliwości florystyczne i faunistyczne oraz źródełko ze zmineralizowaną wodą siarczkową. Na terenie rezerwatu spotkać można między innymi rośliny chronione: lilia złotogłów, bluszcz pospolity, pokrzyk wilcza jagoda, parzydło leśne i języcznik zwyczajny. Można też obejrzeć resztki studni pokopalnianej, bowiem w końcu XIX wieku wydobywano tu ropę naftową. Miejsce to znane było jako Ripne. Na terenie rezerwatu jest też punkt widokowy, z którego roztacza się panorama na San i Zagórz.

## Galeria

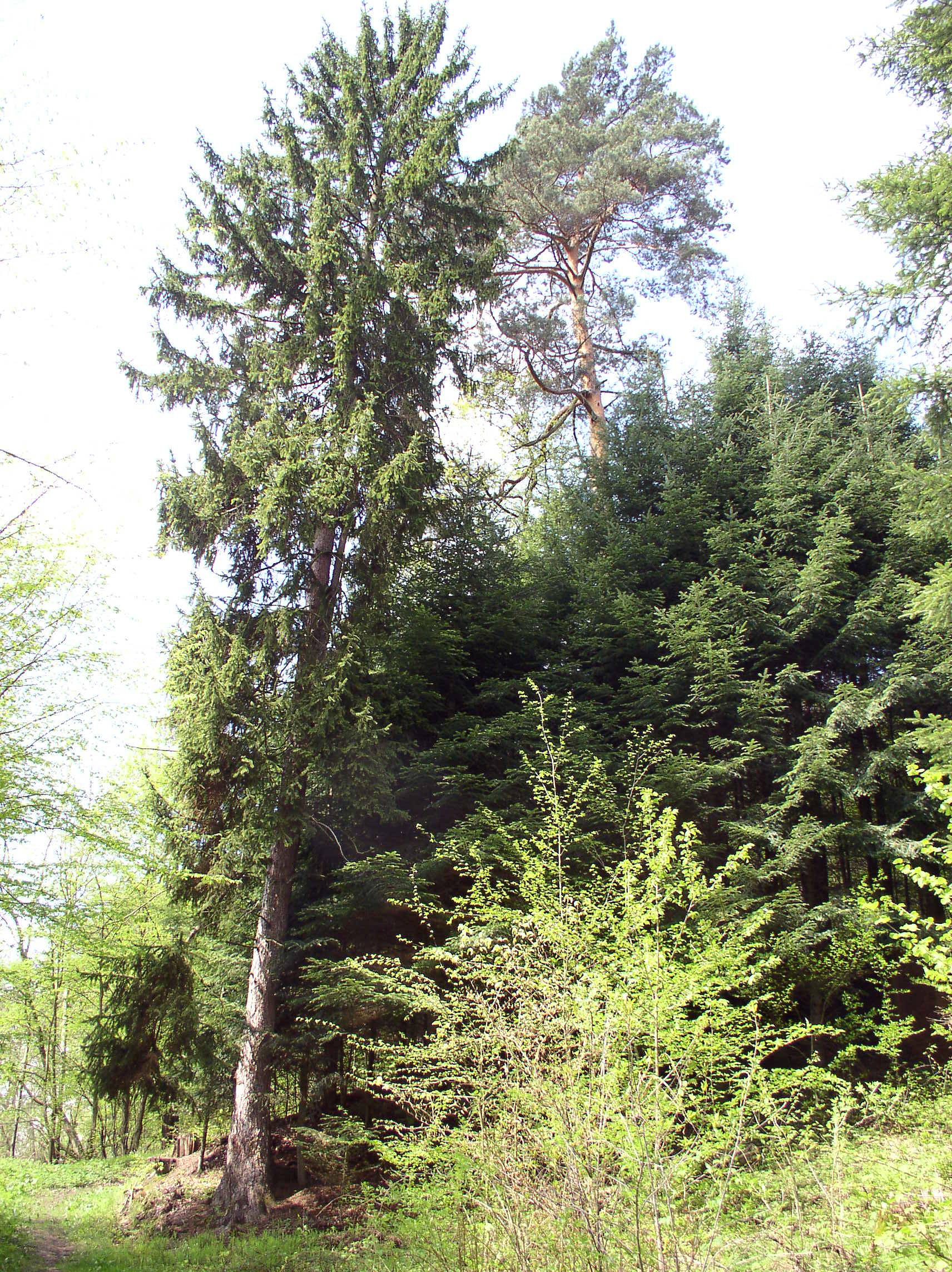
Świerk
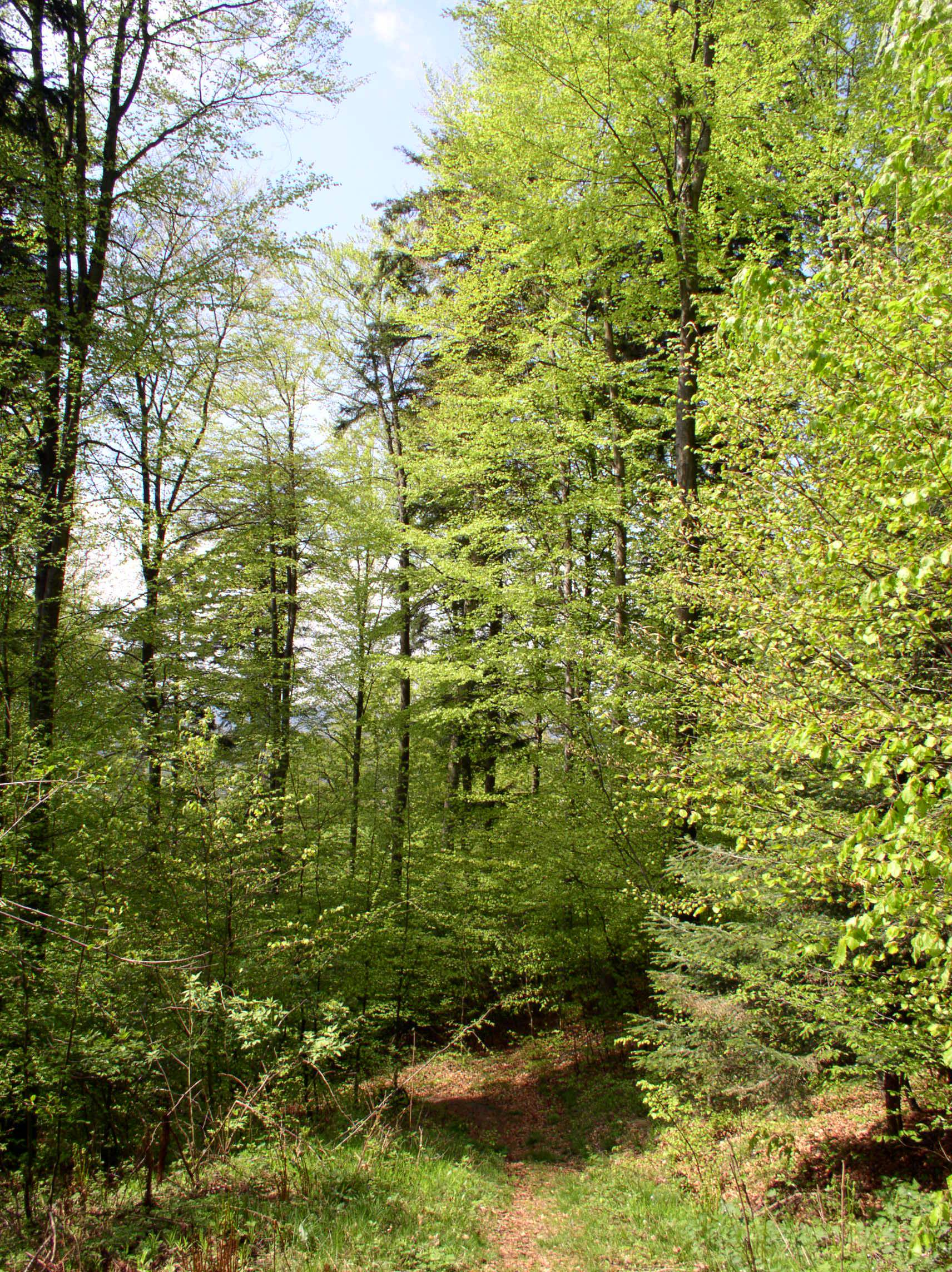
Buki
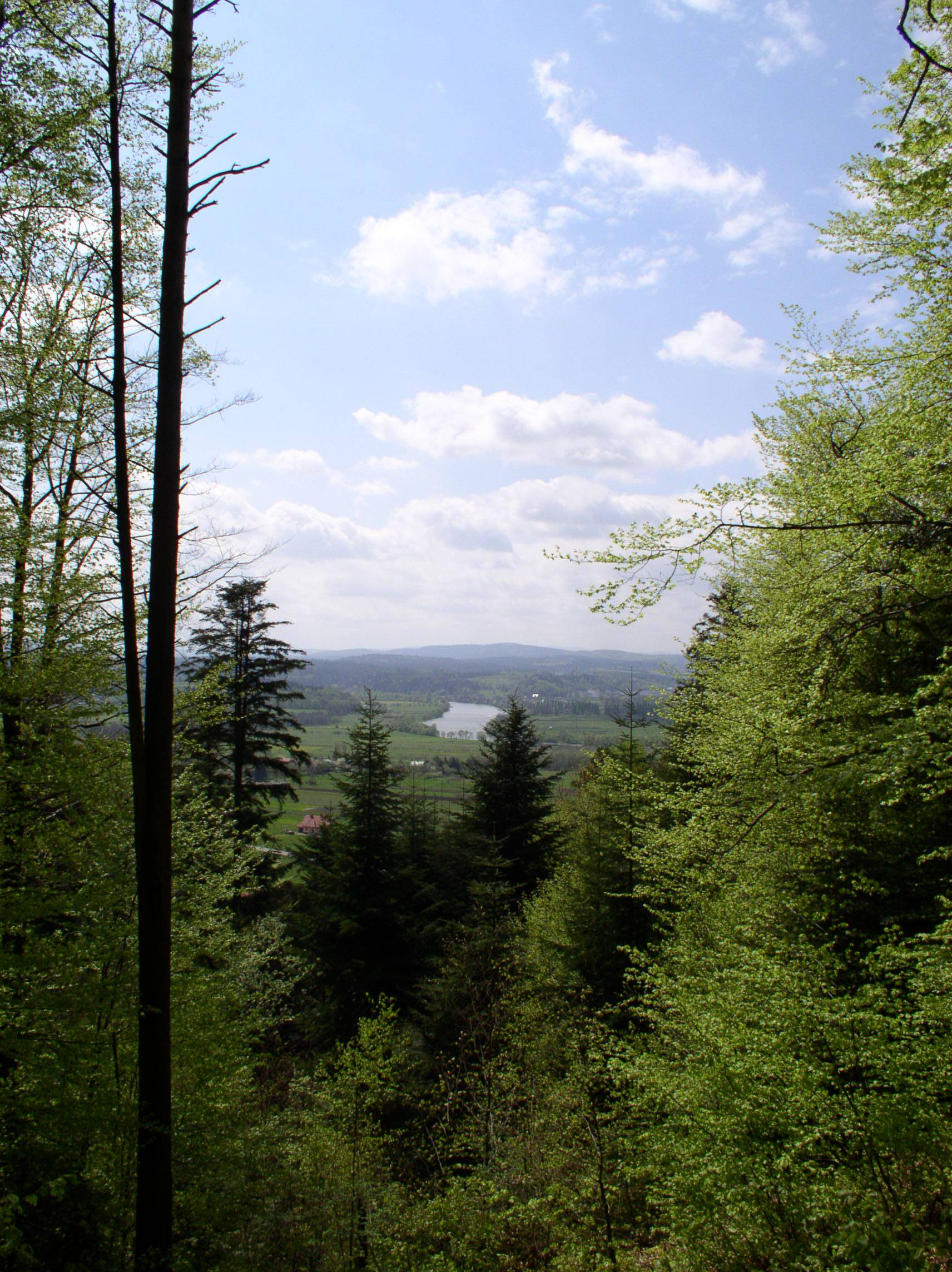
Widok na San
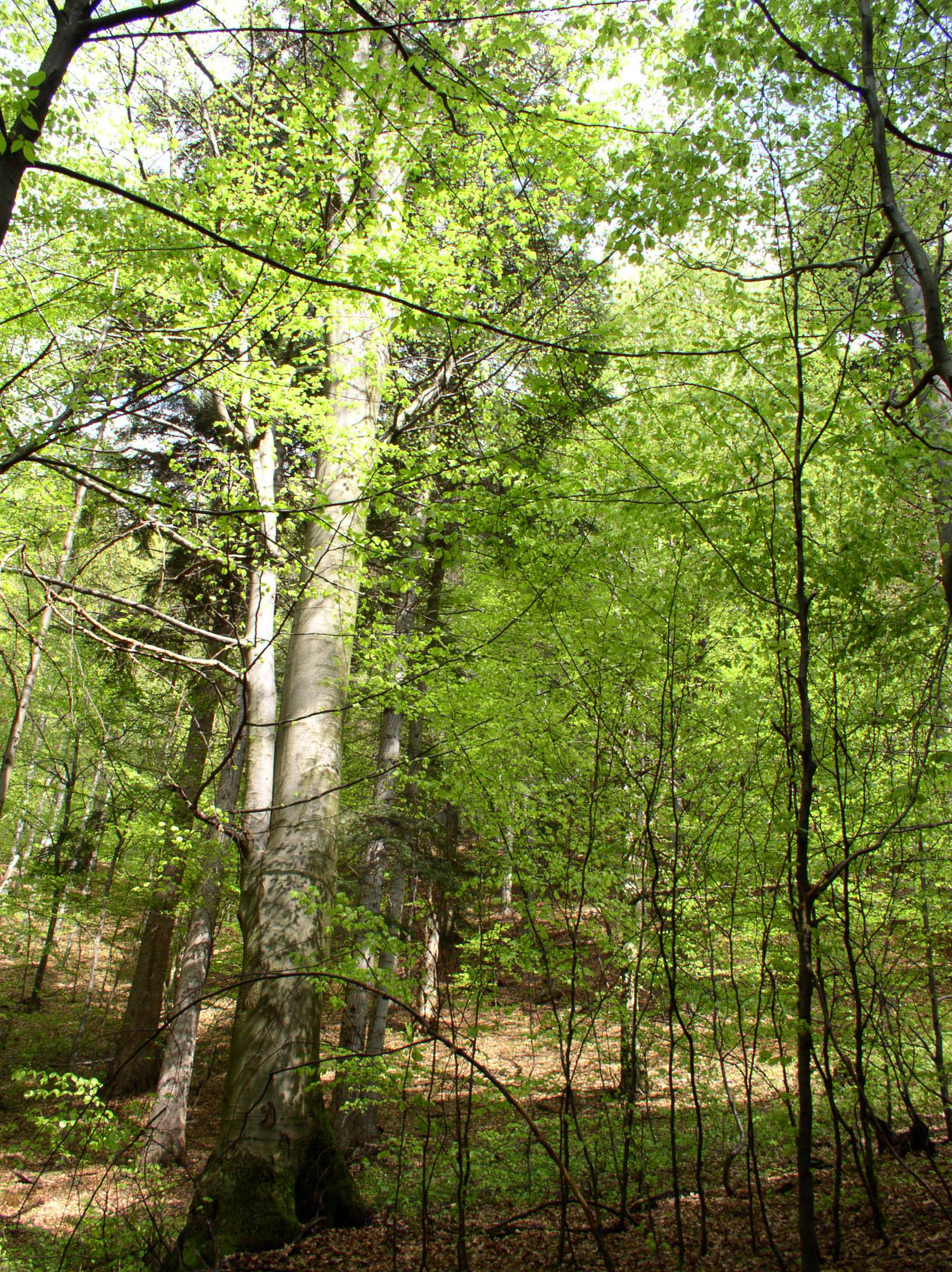
Buki
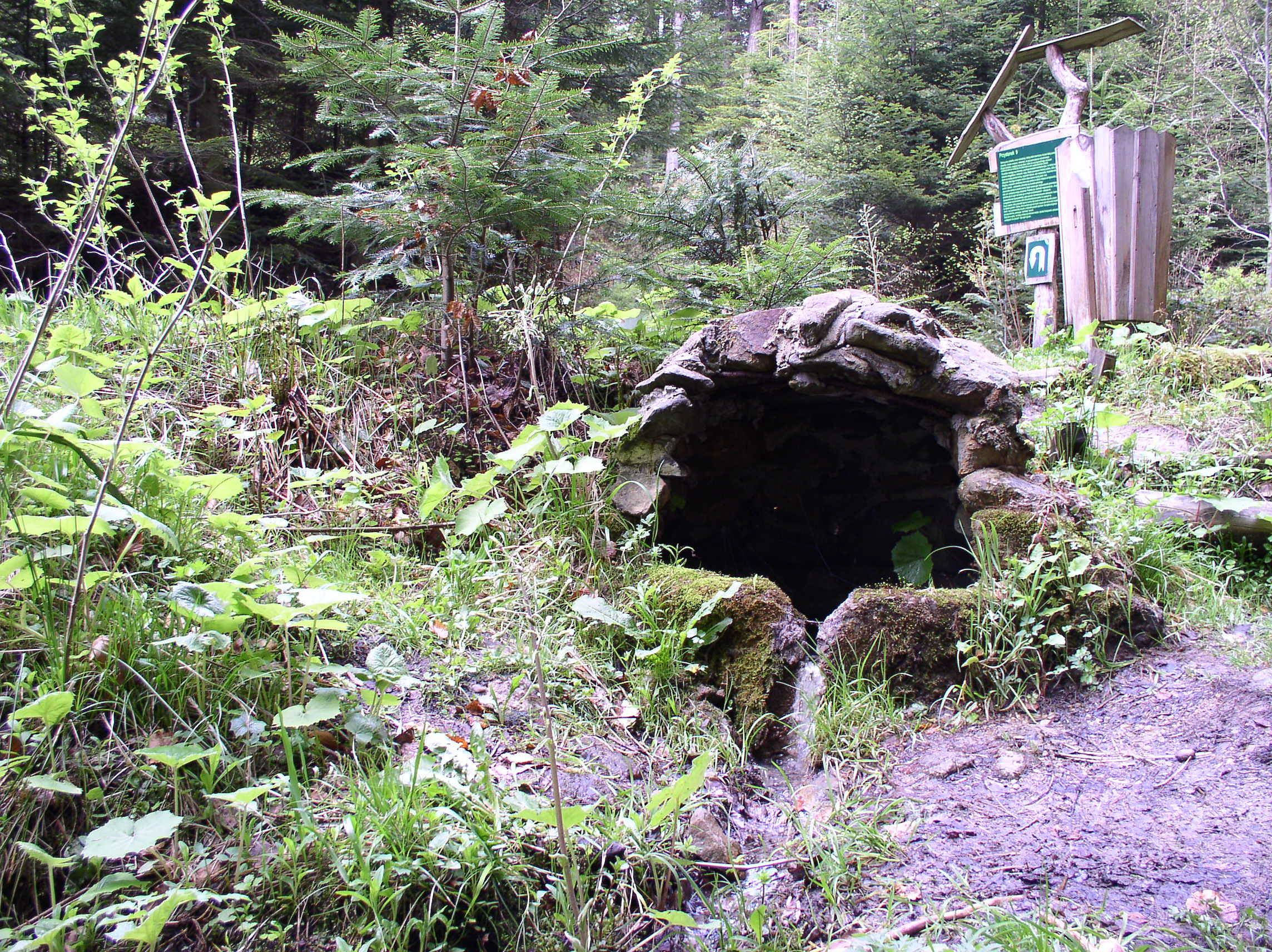
Źródło
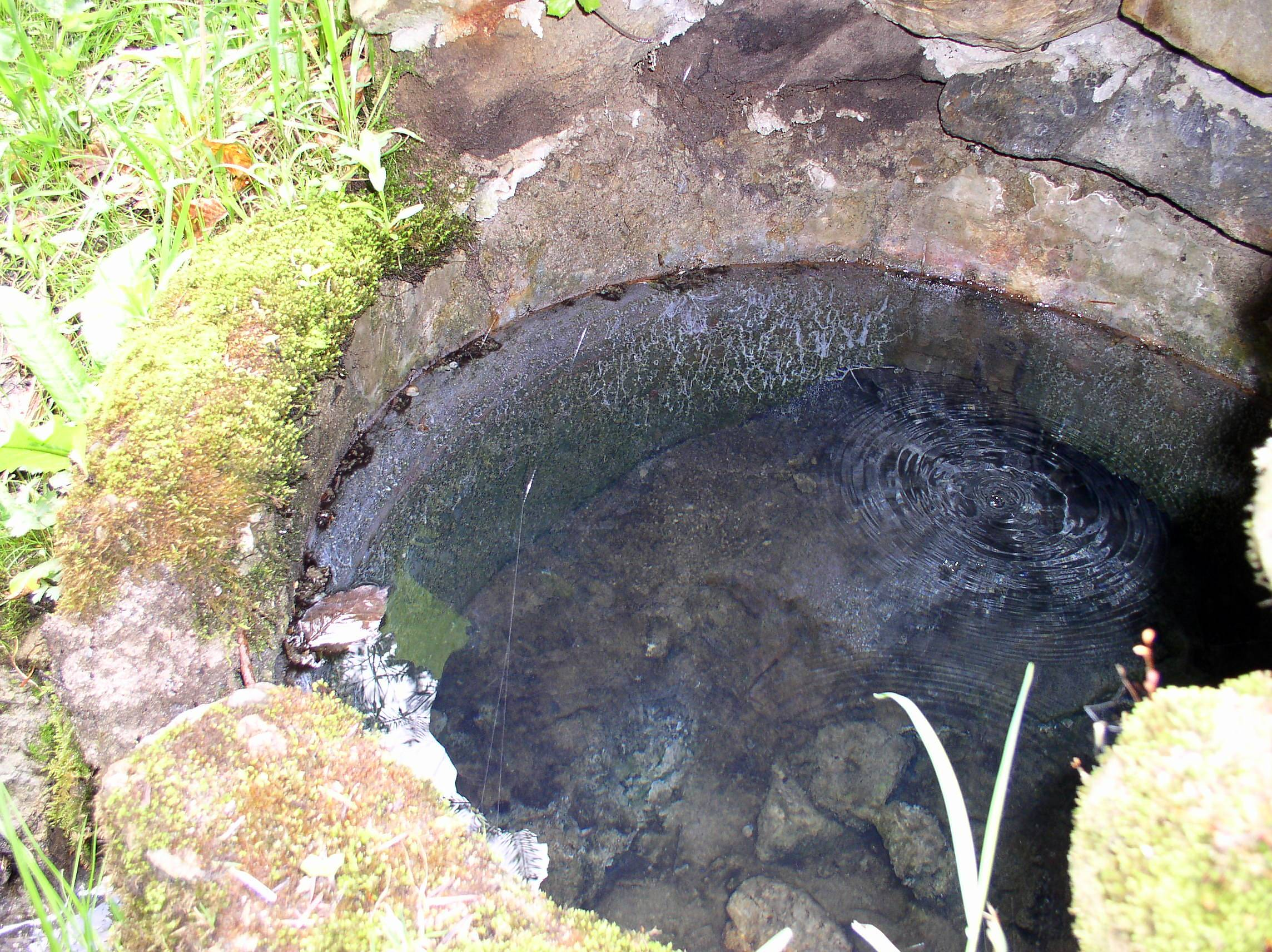
Źródło
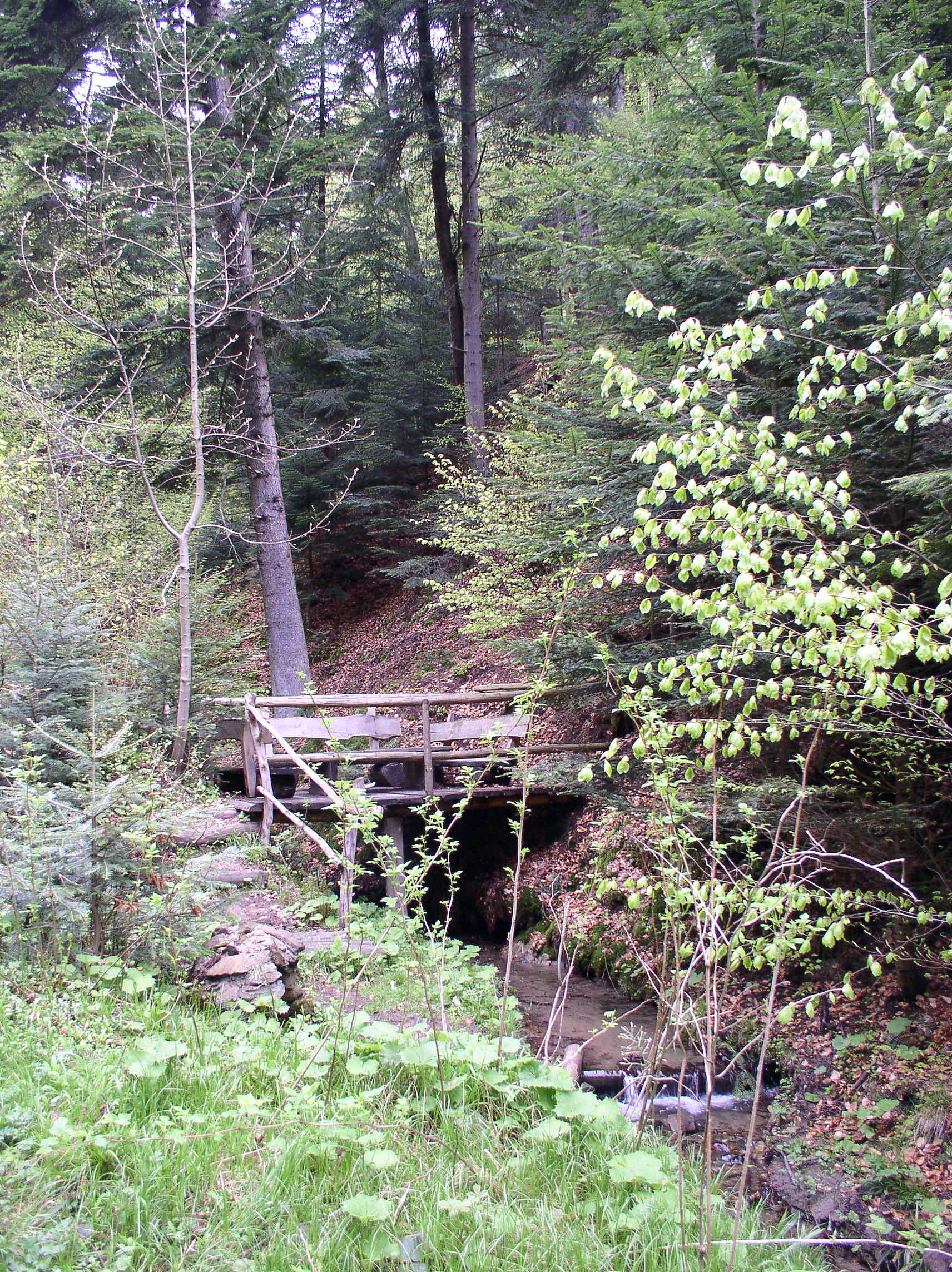
Potok
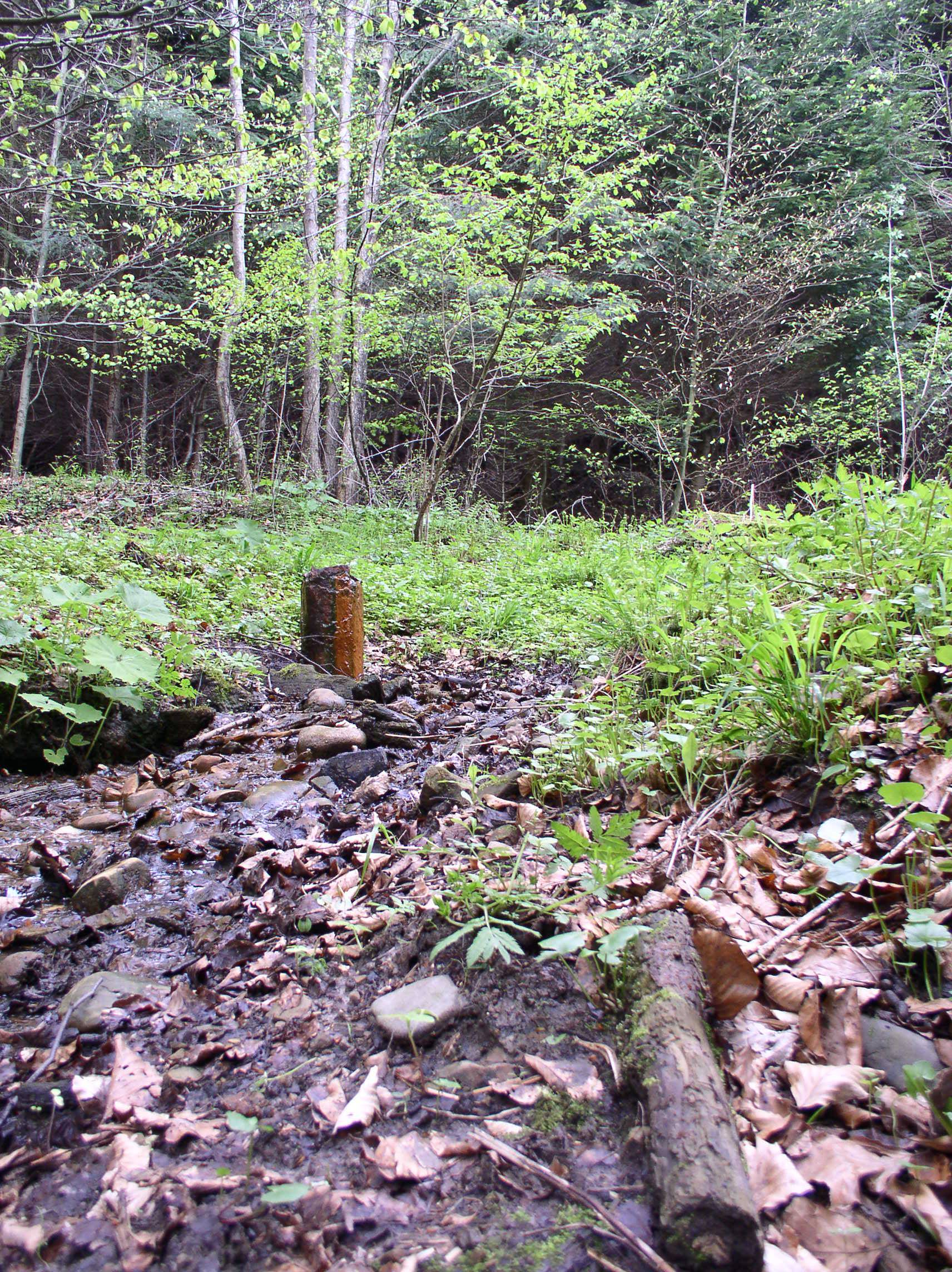
Pozostałości studni